# Café de diente de león
El café de diente de león (o té de diente de león es una infusión elaborada a partir de la raíz de la planta diente de león. Los trozos tostados de raíz de diente de león y la bebida tienen cierto parecido con el café en apariencia y sabor, por lo que se considera comúnmente un sustituto del café.

## Historia
El uso de la planta de diente de león se remonta a los antiguos egipcios, griegos y romanos. Además, desde hace más de mil años, se sabe que la Medicina tradicional china incorpora la planta.
Susanna Moodie explicó cómo preparar «café» de diente de león en sus memorias sobre la vida en Canadá, "Roughing it in the Bush" (1852), donde menciona que había oído hablar de él en un artículo publicado en la década de 1830 en “'New York Albion”' por un tal Dr. Harrison.
El "café" de diente de león se mencionó posteriormente en un artículo de Harpers New Monthly Magazine en 1886. En 1919, la raíz de diente de león se señaló como fuente de "café" barato. También ha formado parte de clases sobre plantas comestibles que se remontan al menos a la década de 1970.

## Cosecha

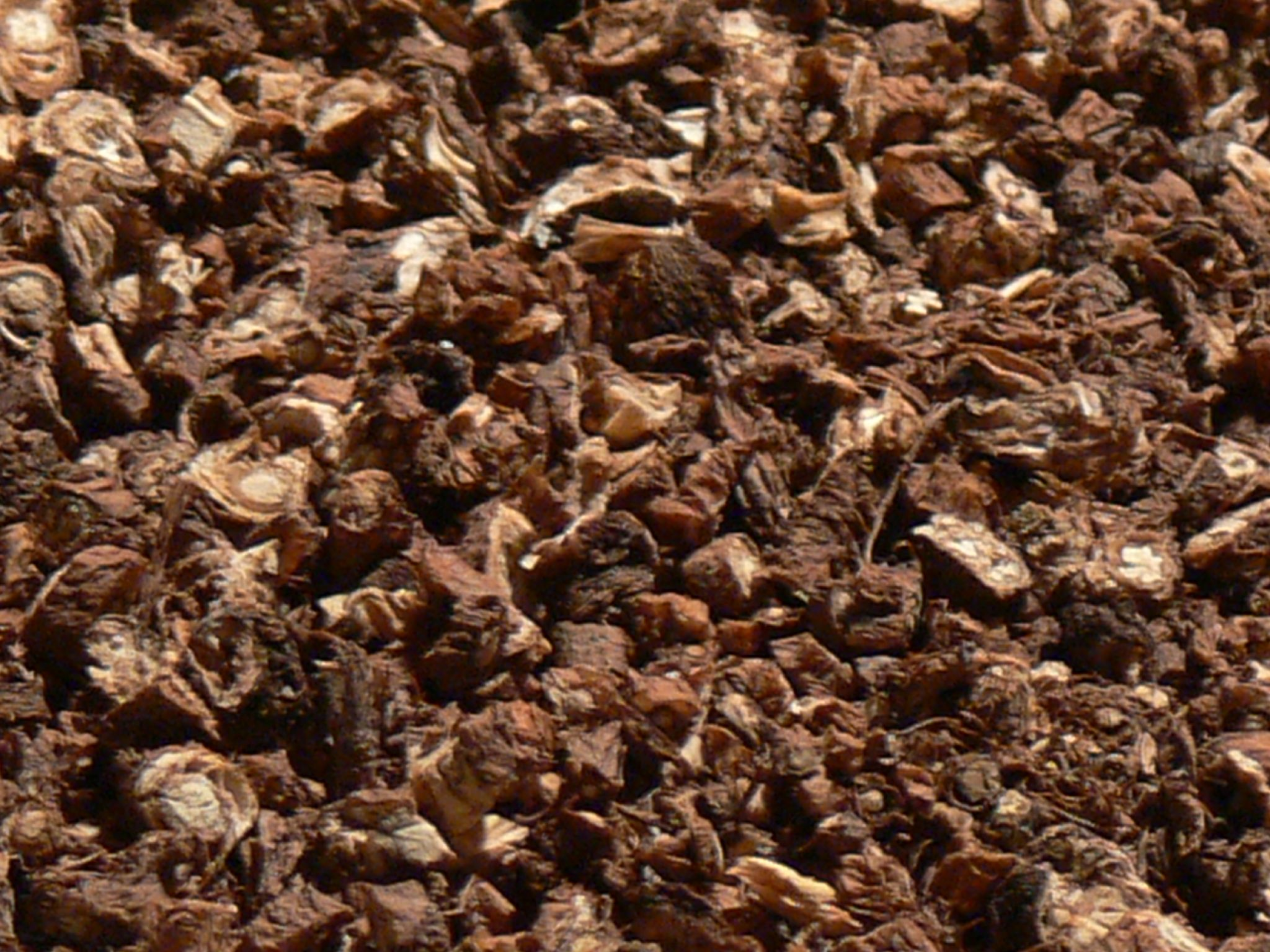
Raíz de diente de león tostada, lista para preparar café de diente de león

Para cosechar raíces de diente de león es necesario diferenciar los «verdaderos» dientes de león (Taraxacum spp.) de otras flores amarillas parecidas a las margaritas, como catsear y hawksbeard. Los verdaderos dientes de león tienen una rosette a ras de suelo de hojas con dientes profundos y tallos huecos parecidos a la paja. Las plantas grandes de 3-4 años, con raíces pivotantes de aproximadamente 13 mm de diámetro, se recolectan para obtener café de diente de león. Estas raíces tienen un aspecto similar al de una zanahoria pálida.
Las raíces de diente de león recolectadas en primavera tienen un sabor más dulce y menos amargo, mientras que las recolectadas en otoño son más ricas y amargas.

## Preparación

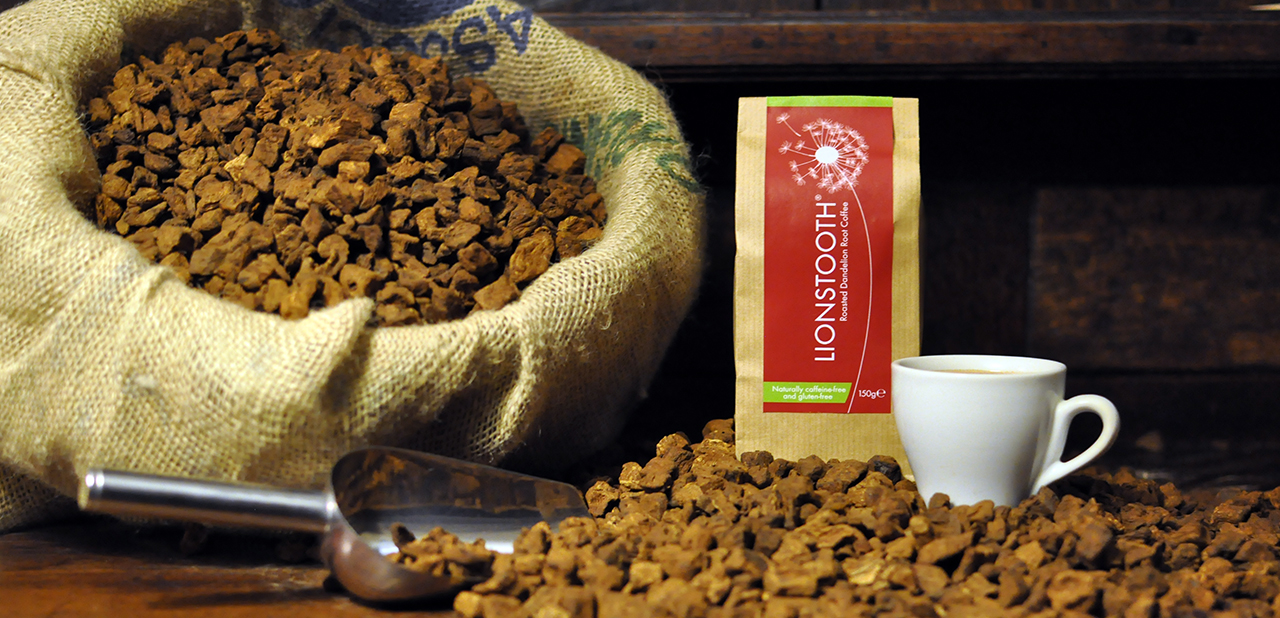
Café de raíz de diente de león envasado

La planta de diente de león debe tener dos años antes de extraer la raíz.  Tras la recolección, las raíces de diente de león se secan, se trocean y se tuestan Las raíces se cortan longitudinalmente y se ponen a secar durante dos semanas en un lugar cálido. Cuando están listas, las raíces secas se tuestan en el horno y se guardan. Para preparar una taza, se remoja una cucharadita de raíz en agua caliente durante unos 10 minutos. También se puede comprar café de diente de león envasado. La gente suele tomar el café de diente de león con nata y azúcar.

## Afirmaciones sobre la salud y usos
Aunque es popular en los círculos de salud alternativa y en la medicina china y la medicina popular de Europa central y oriental, no existen pruebas empíricas de que la raíz de diente de león o sus extractos puedan tratar ninguna afección médica.  Además, se han realizado muy pocos ensayos clínicos de alta calidad para investigar sus efectos.
Los riesgos para la salud asociados a la raíz de diente de león son poco comunes; sin embargo, consumir directamente la planta por vía oral podría provocar malestar estomacal, acidez, reacciones alérgicas o diarrea.

## Ver también
- Achicoria
- Taraxacum